# IC 1967
IC 1967 је спирална галаксија у сазвјежђу Бик која се налази на листи објеката дубоког неба у Индекс каталогу.
Деклинација објекта је + 3° 16' 13" а ректасцензија 3h 37m 47,8s. Привидна величина (магнитуда) објекта IC 1967 износи 15,0 а фотографска магнитуда 15,8. IC 1967 је још познат и под ознакама MCG 0-10-8, CGCG 391-20, IRAS 03351+0306, PGC 13382.